# Rajada tacada
La rajada tacada, l'escrita, l'escrita tacada o la rajada (Raja polystigma) és una espècie de peix de la família dels raids i de l'ordre dels raïformes.

## Morfologia
- Els mascles poden assolir 60 cm de longitud total.[5][6]

## Reproducció
És ovípar, els ous tenen com a banyes a la closca i un sol exemplar és capaç de pondre'n entre 20 i 62 a l'any.

## Alimentació
Menja principalment crustacis i peixos.

## Hàbitat
És un peix marí i demersal que viu entre 100–400 m de fondària.

## Distribució geogràfica
Es troba a la Mediterrània occidental (és més comú al llarg de les costes d'Àfrica).

## Observacions
És inofensiu per als humans.